# Gnetum gnemon
Espèce
Statut de conservation UICN

 LC  : Préoccupation mineure
Gnetum gnemon est une espèce de Gnetum originaire d'Asie du Sud-Est et de la partie occidentale de l'océan Pacifique. D'ouest en est, on la rencontre en Assam, en Asie du Sud-Est continentale et insulaire et aux îles Fidji. Ses noms locaux sont Voal Khlaut (Khmer: វល្លិខ្លូត), peesae (thaï), bét, rau bép, rau danh ou gắm (vietnamien), melinjo ou belinjo (indonésien), bago (tagalog), muling (aceh), dae (kwara'ae), sukau (tonga). Ils sont parfois nommés en anglais padi oats ou paddy oats.
C'est un arbre petit ou moyen (contrairement à beaucoup d'autres Gnetum, qui sont des lianes), pouvant atteindre 15 à 20 m. Ses feuilles persistantes sont entières, opposées, longues de 8 à 20 cm et larges de 3 à 10 ; elles naissent de couleur bronze pour devenir d'un vert sombre luisant. Le strobile (pseudo-fruit) est surtout formé de peau, contenant une graine ressemblant à une noix de 2 à 4 cm de long.
Les strobiles pèsent environ 5,5 g, la graine seule comptant pour 3,8 g. Dans le nord-est des Philippines, ils mûrissent principalement de juin à septembre. Devenus rouges, ils sont consommés par des oiseaux, des mammifères et des reptiles.

## Utilisation
Cette plante est cultivée dans la région d'Aceh, où elle est considérée comme de grande valeur. Ses fleurs, ses jeunes feuilles et ses fruits entrent dans la composition d'un curry de légumes appelé kuah pliek, servi dans toutes les occasions importantes, comme le khanduri et le keureudja. Dans le district de Pidie, les femmes récoltent les fruits mûrs (dont la peau est rouge) et les utilisent pour faire des keureupuk muling (crackers).

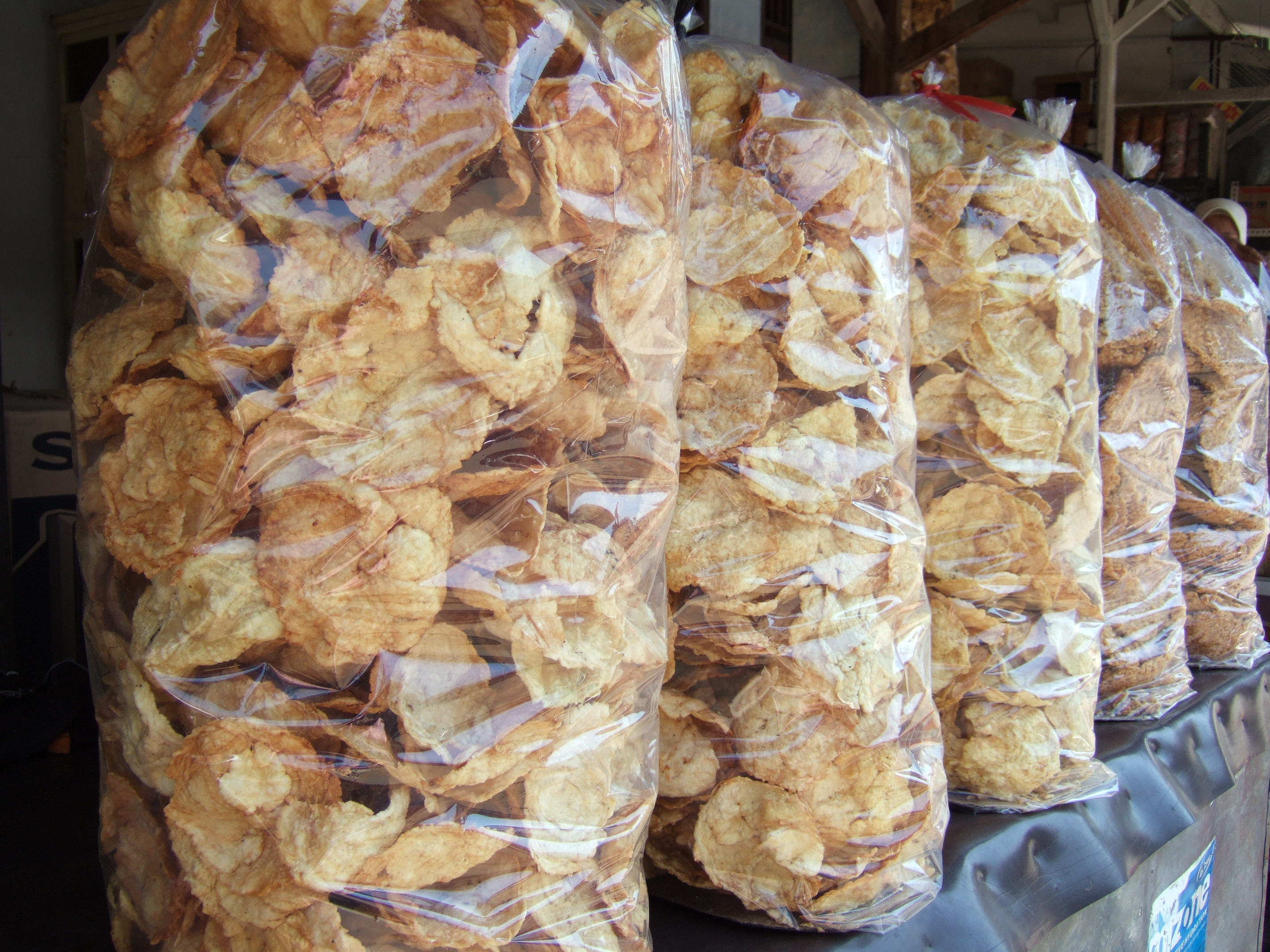
Empings (chips de Gnetum gnemon) en vente à Cirebon (2006).

Plus généralement, Gnetum gnemon est largement utilisé dans la cuisine indonésienne. Les graines entrent dans la composition du sayur asem (soupe aigre au tamarin) et sont transformées en farine et frites pour produire les empings, un genre de krupuk. Ces chips ont un léger goût amer et sont souvent servies comme amuse-gueule ou en accompagnement des plats indonésiens. Les feuilles servent aussi couramment de légumes en Indonésie.
Récemment, des scientifiques japonais ont découvert que Gnetum gnemon ne cause pas la goutte.

## Composés phytochimiques

Structure du dimère de resvératrol.

On a découvert récemment que les strobiles de Gnetum gnemon contiennent beaucoup d'un polyphénol appelé resvératrol, ainsi que des dimères de celui-ci ; ils ont été publiés en 2006 à la XXIIIe Conférence internationale sur les polyphénols, au Canada.
Ils ont des propriétés antibactériennes et antioxydantes, sont assez efficaces comme conservateurs alimentaires, inhibiteurs d'odeurs et exhausteurs de goût.
Quatre nouveaux oligomères de stilbène, les gnémonols G, H, I et J, ont été isolés d'extraits de racines de Gnetum gnemon, ainsi que cinq stilbénoïdes déjà connus, l'ampélopsine E, la cis-ampélopsine E et les gnétines C, D et E.